# Comuna Velîkîi Luh, Cervonoarmiisk
Velîkîi Luh (în ucraineană Великолугівська сільська рада) este o comună în raionul Cervonoarmiisk, regiunea Jîtomîr, Ucraina, formată din satele Cervonosilka, Novînî și Velîkîi Luh (reședința).

## Demografie
Componența lingvistică a comunei Velîkîi Luh
     Ucraineană (98,37%)
     Alte limbi (1,53%)
Conform recensământului din 2001, majoritatea populației comunei Velîkîi Luh era vorbitoare de ucraineană (98,37%), existând în minoritate și vorbitori de alte limbi.